# Guillermo Ranzahuer González
Mons. Guillermo Ranzahuer González (Huatusco, 31 de octubre de 1928-Texcoco, 5 de agosto de 2008) fue obispo de la Diócesis de San Andrés Tuxtla Veracruz de 1969 a 2004, año en que pasó a ser obispo emérito de la diócesis hasta su fallecimiento en 2008.

## Biografía
Nació en la ciudad de Huatusco, Veracruz en 1928. Fue uno de los mejores amigos de juventud del Arzobispo emérito de Xalapa Mons. Sergio Obeso Rivera con quien viajó a Roma en octubre de 1948 para realizar estudios de filosofía y teología en el Colegio Pío Latinoamericano.
En 1969 fue nombrado Obispo de San Andrés Tuxtla por el papa Pablo VI, cargo que ejerció por 35 años hasta 2004 en que fue relevado por el obispo Mons. José Trinidad Zapata Ortiz pasando a ser desde este momento obispo emérito. 
En agosto de 2008 se encontraba en el seminario de Texcoco cuando sufrió un ataque cardiaco que le ocasionó la muerte. Sus restos fueron trasladados a la Catedral de San José y San Andrés de San Andrés Tuxtla donde permanecen recibiendo la visita de los ocho obispos de Veracruz y siendo oficiada la misa de exequias por el amigo de toda su vida Mons. Sergio Obeso, Arzobispo emérito de Xalapa.
| Predecesor: Arturo Antonio Szymanski Ramírez | Diócesis de San Andrés Tuxtla 1969 - 2004 | Sucesor: José Trinidad Zapata Ortiz |